# أودري كريستي
أودري كريستي (بالإنجليزية: Audrey Christie)‏ هي ممثلة أمريكية، ولدت في 27 يونيو 1912 بشيكاغو في الولايات المتحدة، وتوفيت في 19 ديسمبر 1989 بهوليوود في الولايات المتحدة.

## أعمال

### أفلام
- (1961) روعة بين العشب

## وصلات خارجية
- أودري كريستي على موقع IMDb (الإنجليزية)
- أودري كريستي على موقع ألو سيني (الفرنسية)
- أودري كريستي على موقع أول موفي (الإنجليزية)
- أودري كريستي على موقع قاعدة بيانات برودواي على الإنترنت (الإنجليزية)
- أودري كريستي على موقع قاعدة بيانات الأفلام السويدية (السويدية)
- أودري كريستي على موقع قاعدة بيانات الفيلم (الإنجليزية)
- أودري كريستي على موقع كينوبويسك (الروسية)